# Saint-Aignan (Morbihan)
Saint-Aignan település Franciaországban, Morbihan megyében. Lakosainak száma 632 fő (2022. január 1.). Saint-Aignan Caurel, Cléguérec, Sainte-Brigitte, Neulliac, Bon Repos sur Blavet és Guerlédan községekkel határos.

## Népesség
A település népessége az elmúlt években az alábbi módon változott:
| Lakosok száma | 772  | 651  | 612  | 680  | 616  | 593  | 605  | 631  | 629  | 632  |
|               | 1968 | 1982 | 1990 | 2006 | 2013 | 2015 | 2017 | 2019 | 2020 | 2022 |